# Ancienville
Ancienville ist eine französische Gemeinde mit 78 Einwohnern (Stand: 1. Januar 2022) im Département Aisne in der Region Hauts-de-France (frühere Region: Picardie). Sie gehört zum Arrondissement Soissons und zum Kanton Villers-Cotterêts.

## Geographie
Die Gemeinde Ancienville liegt rund 22 Kilometer südwestlich von Soissons am Flüsschen Savières. Umgeben ist Ancienville von den Nachbargemeinden Chouy im Norden und Osten, Noroy-sur-Ourcq im Süden und Faverolles im Westen.

## Bevölkerungsentwicklung
| Jahr                       | 1962 | 1968 | 1975 | 1982 | 1990 | 1999 | 2011 | 2021 |
| Einwohner                  | 79   | 60   | 46   | 32   | 34   | 78   | 77   | 76   |
| Quellen: Cassini und INSEE |      |      |      |      |      |      |      |      |

## Sehenswürdigkeiten
- Kirche Saint-Médard
- Wegkreuz an der Kirche, seit 1927 als Monument historique eingetragen (Base Mérimée PA00115501)

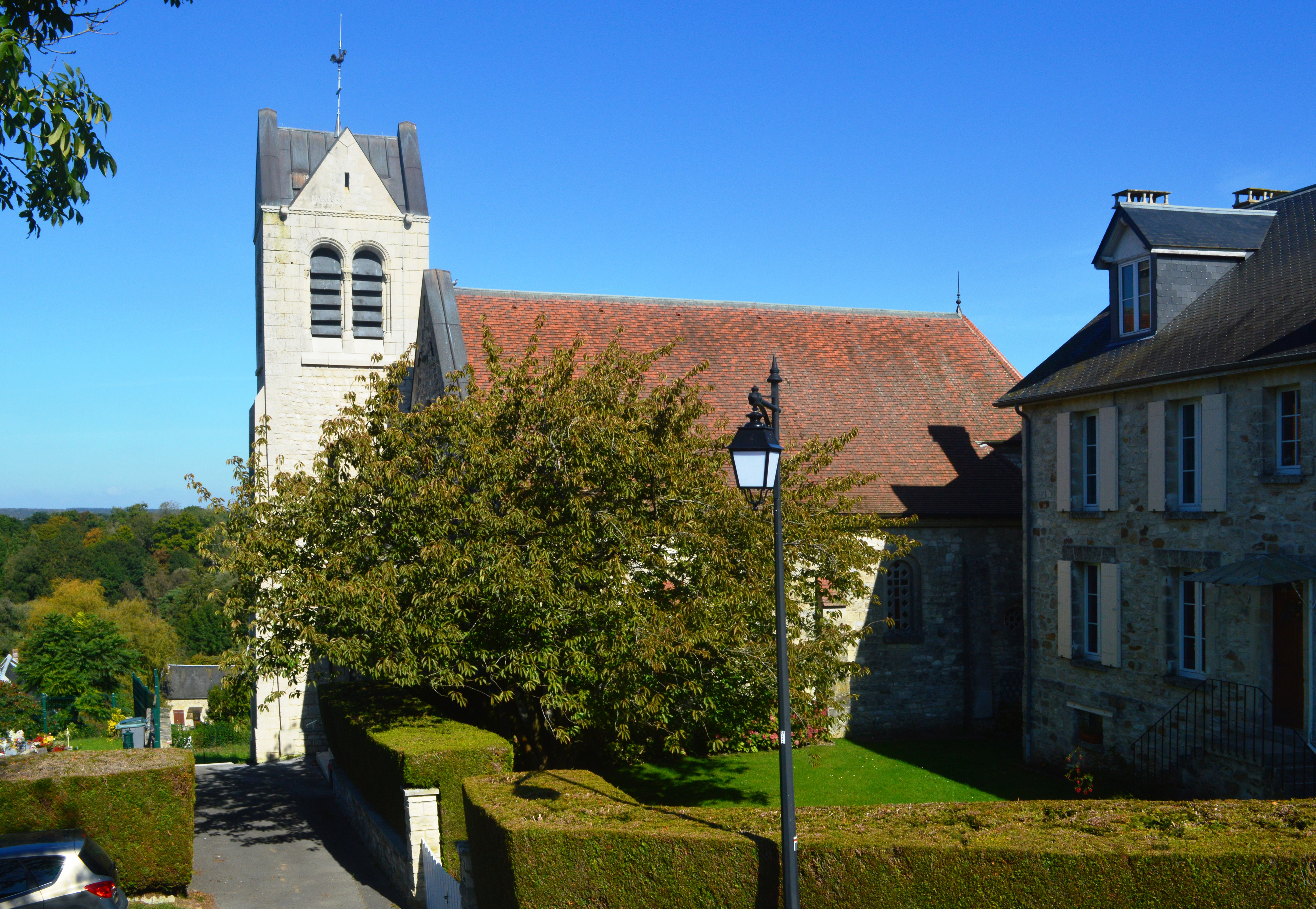
Kirche Saint-Médard
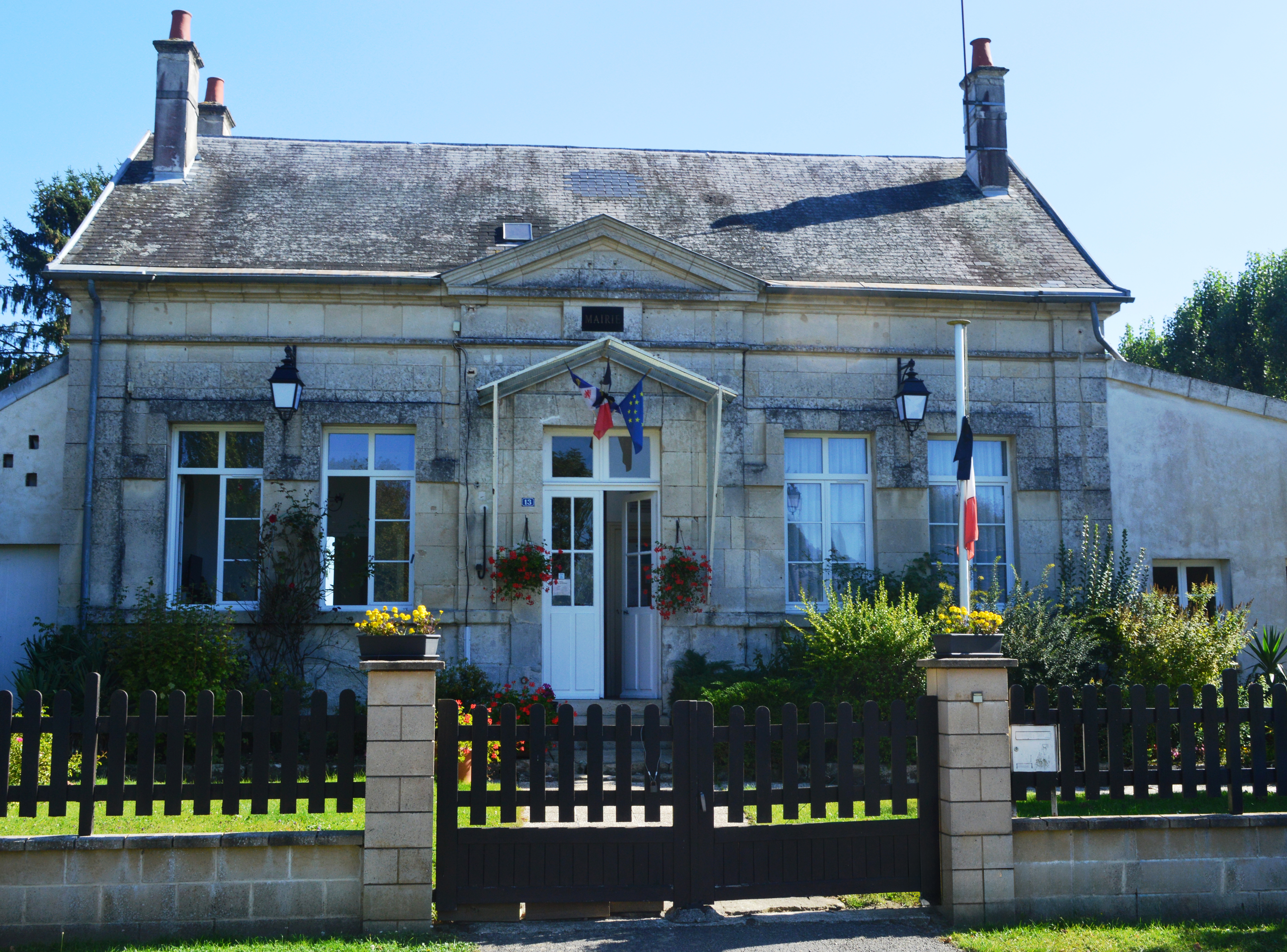
Mairie (Bürgermeisteramt) und Schule
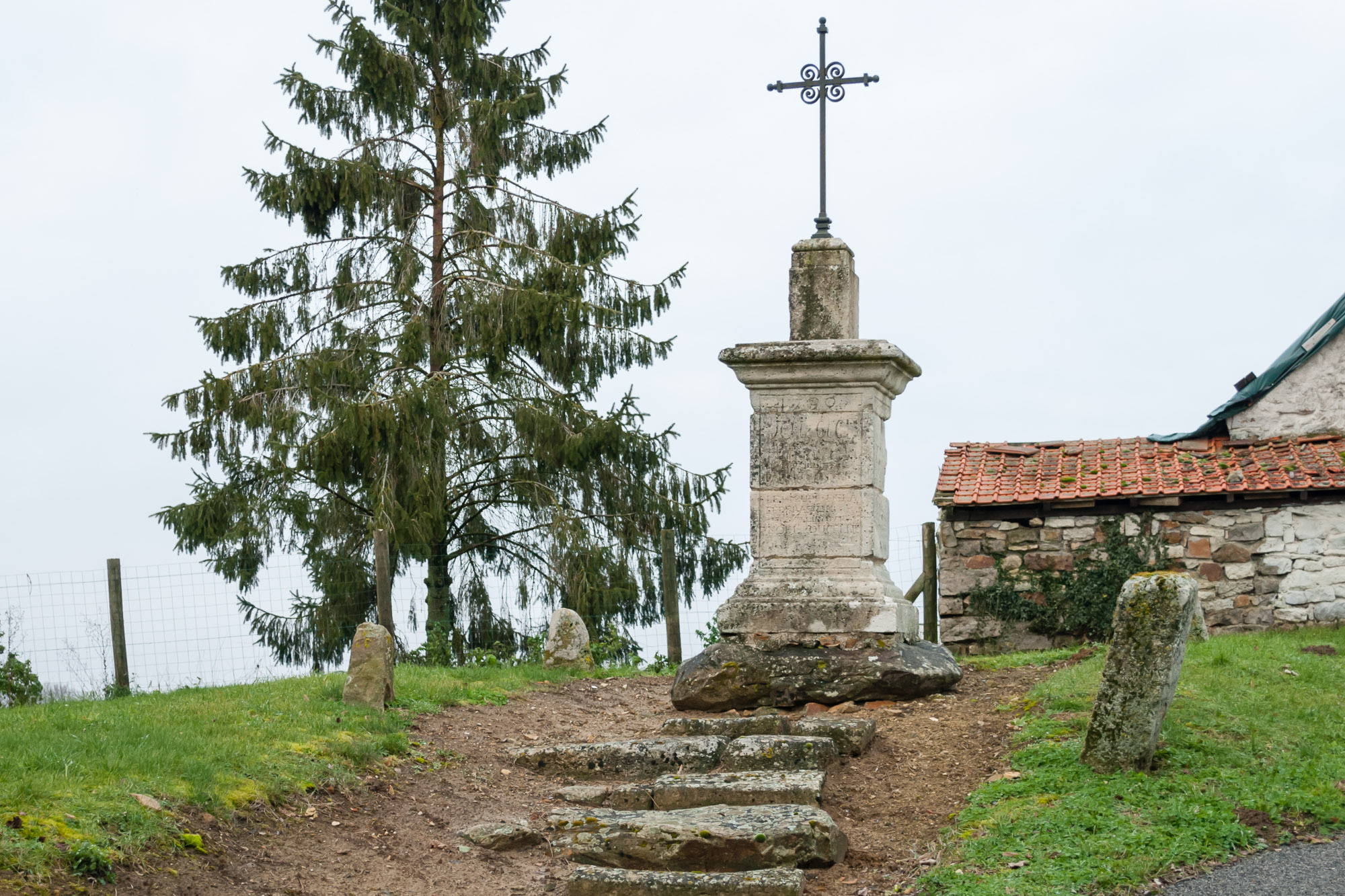
Wegkreuz

## Persönlichkeiten
- Olivier Quenardel (* 1946), römisch-katholischer Ordenspriester, Trappist und emeritierter Abt von Cîteaux